# Ophionereis fusca
Ophionereis fusca är en ormstjärneart som beskrevs av Brock 1888. Ophionereis fusca ingår i släktet Ophionereis och familjen Ophionereididae. Inga underarter finns listade i Catalogue of Life.